# Kamienica przy ulicy Poselskiej 24 w Krakowie
Kamienica przy ulicy Poselskiej 24 – zabytkowa kamienica znajdująca się w Krakowie, w dzielnicy I przy ulicy Poselskiej, na Starym Mieście.

## Historia kamienicy
Działka pod budowę kamienicy przy ulicy Poselskiej 24 została wydzielona z sąsiedniej posesji nr 22 w 1885. Wznoszenie budynku według projektu Jana Burzyńskiego ukończono w 1895. Inwestorem budowy był Jan Sobierajski. W 1910 kamienicę przejęła Józefa Marfiakowa, a w 1912 Maria Wojciechowska. 
Kamienica została wpisana do gminnej ewidencji zabytków.